# نانسی آن ساکویچ
نانسی آن ساکُویچ (انگلیسی: Nancy Anne Sakovich؛ زادهٔ ۸ اکتبر ۱۹۶۱) بازیگر کانادایی است.
از کارهای او می‌توان به بازی در سریال عامل ناشناخته اشاره کرد.